# Russische Männer-Handballnationalmannschaft
Die russische Männer-Handballnationalmannschaft repräsentiert den Handballverband Russlands als Auswahlmannschaft auf internationaler Ebene bei Länderspielen im Handball gegen Mannschaften anderer nationaler Verbände.

## Geschichte
Die Vorgängermannschaften der russischen Nationalmannschaft waren bis zum 22. Dezember 1991 die sowjetische Männer-Handballnationalmannschaft und bis zu den Olympischen Sommerspielen 1992 die Männer-Handballnationalmannschaft der Gemeinschaft Unabhängiger Staaten, die während des Turniers als Teil des Vereinten Teams antrat. Der russische Handballverband ist seit 1992 Mitglied in der Internationalen Handballföderation (IHF) und in der Europäischen Handballföderation (EHF). Seitdem tritt die russische Auswahl als offizieller Nachfolger an. Da der überwiegende Teil der erfolgreichen sowjetischen Mannschaft aus Russland kam, gehörte die Auswahl bis in die frühen 2000er-Jahre zur Weltspitze. Bei den Olympischen Sommerspielen 2004 gewann sie ihre letzte Medaille.
Sie übernahm 1993 den Startplatz der Sowjetunion, Vizeweltmeister 1990, bei der Weltmeisterschaft 1993, bei der Russland den Weltmeistertitel gewann. Vor der ersten Europameisterschaft 1994 musste die Mannschaft wie alle 34 Bewerber in die Qualifikation, in der sie sich als Gruppensieger für das Turnier qualifizierte. Beim Endturnier in Portugal unterlag sie im Finale ihrem Dauerrivalen der 1990er-Jahre Schweden. Mit Wassili Kudinow stellte sie den Torschützenkönig. Bei der Europameisterschaft 1996 besiegte die Mannschaft im Finale Spanien und gewann ihren einzigen Europameistertitel. Ein Jahr darauf wurde die Auswahl bei der Weltmeisterschaft 1997 in Japan zum zweiten Mal Weltmeister. Im Endspiel bezwang man erneut Schweden knapp mit 23:21. Nachdem man das Spiel um Bronze bei der Europameisterschaft 1998 in Italien gegen Deutschland mit 28:30 nach Verlängerung verloren hatte, traf man im Endspiel der Weltmeisterschaft 1999 in Ägypten wieder auf Schweden, das diesmal mit 25:24 die Oberhand behielt. Auch bei der Europameisterschaft 2000 unterlag man Schweden im Spiel um Gold mit 31:32 nach zwei Verlängerungen. Bei den Olympischen Sommerspielen 2004 gewann die älteste Mannschaft des Turniers um den 42-jährigen Torhüter Andrei Lawrow und den 40-jährigen Rückraumspieler Alexander Tutschkin ihre letzte Medaille bei internationalen Großereignissen.
In den nächsten Jahren gehörte Russland nicht mehr zur Weltspitze. Ein sechster Platz bei der Weltmeisterschaft 2007 in Deutschland war das beste Ergebnis. Für die Weltmeisterschaft 2011 in Schweden konnte man sich erstmals nicht qualifizieren, ebenso für die Europameisterschaft 2018 Kroatien und alle olympischen Handballturniere.
Nach einer Forderung von vier Jahren Sperre gegen russische Nationalmannschaften durch die Welt-Anti-Doping-Agentur (WADA) entschied der Internationale Sportgerichtshof (CAS), dass bis Dezember 2022 bei Weltmeisterschaften sowie bei den Olympischen Sommerspielen in Tokio 2021 und den Winterspielen in Peking 2022 keine Mannschaften unter russischer Flagge antreten dürfen. Die russische Handballnationalmannschaft wird offiziell als „Mannschaft des russischen Handballverbandes“ (Russian Handball Federation Team) geführt und muss auf den Trikots und der Teamkleidung weitestgehend auf nationale Symbole, das heißt auch auf die russischen Farben Weiß, Blau und Rot, verzichten.
Die Europäische Handballföderation (EHF) schloss am 28. Februar 2022 nach dem russischen Überfall auf die Ukraine alle russischen und belarussischen Teams von ihren Wettbewerben aus. Am 7. März 2022 beschloss die Internationale Handballföderation (IHF) ebenfalls einen kompletten Ausschluss.

## Internationale Großereignisse
Für Teilnahmen vor 1993 siehe sowjetische Männer-Handballnationalmannschaft und Männer-Handballnationalmannschaft der Gemeinschaft Unabhängiger Staaten.

### Olympische Spiele
- Olympische Spiele 1996: 5. Platz (von 12 Mannschaften)
- Olympische Spiele 2000:  1. Platz (von 12 Mannschaften)
- Olympische Spiele 2004:  3. Platz (von 12 Mannschaften)
- Olympische Spiele 2008: 6. Platz (von 12 Mannschaften)
- Olympische Spiele 2012: nicht qualifiziert
- Olympische Spiele 2016: nicht qualifiziert
- Olympische Spiele 2020: nicht qualifiziert
- Olympische Spiele 2024: suspendiert

### Weltmeisterschaften
- Weltmeisterschaft 1993:  1. Platz (von 16 Mannschaften)
- Weltmeisterschaft 1995: 5. Platz (von 24 Mannschaften)
- Weltmeisterschaft 1997:  1. Platz (von 24 Mannschaften)
- Weltmeisterschaft 1999:  2. Platz (von 24 Mannschaften)
- Weltmeisterschaft 2001: 6. Platz (von 24 Mannschaften)
- Weltmeisterschaft 2003: 5. Platz (von 24 Mannschaften)
- Weltmeisterschaft 2005: 8. Platz (von 24 Mannschaften)
- Weltmeisterschaft 2007: 6. Platz (von 24 Mannschaften)
- Weltmeisterschaft 2009: 16. Platz (von 24 Mannschaften)
- Weltmeisterschaft 2011: nicht qualifiziert
- Weltmeisterschaft 2013: 7. Platz (von 24 Mannschaften)
- Weltmeisterschaft 2015: 19. Platz (von 24 Mannschaften)
- Weltmeisterschaft 2017: 12. Platz (von 24 Mannschaften)
- Weltmeisterschaft 2019: 14. Platz (von 24 Mannschaften)
- Weltmeisterschaft 2021: 14. Platz (von 32 Mannschaften)
- Weltmeisterschaft 2023: suspendiert

### Europameisterschaften

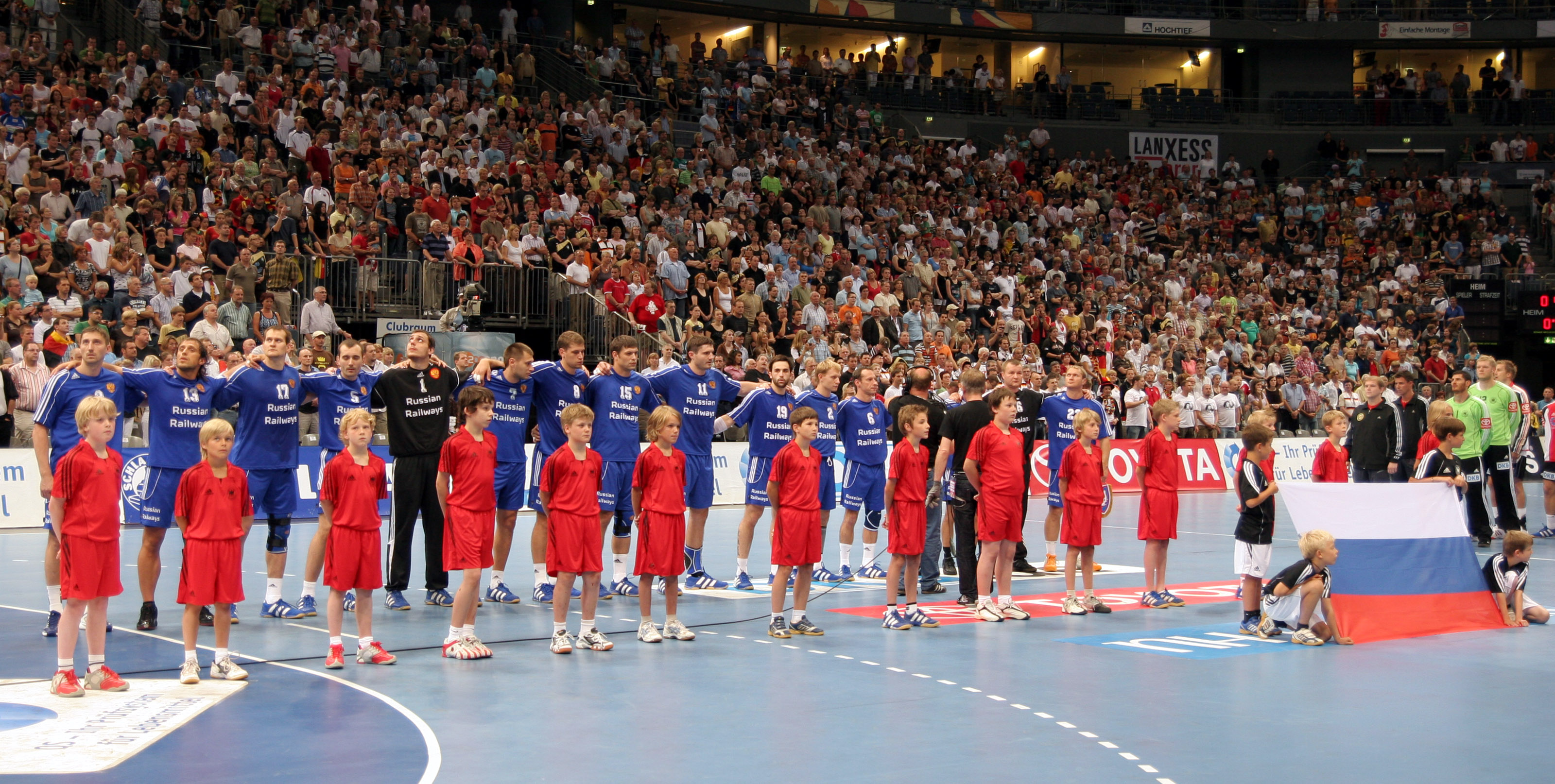
Die russische Handballnationalmannschaft am 26. Juli 2008 vor dem Länderspiel gegen Deutschland

- Europameisterschaft 1994:  2. Platz (von 12 Mannschaften)
- Europameisterschaft 1996:  1. Platz (von 12 Mannschaften)
- Europameisterschaft 1998: 4. Platz (von 12 Mannschaften)
- Europameisterschaft 2000:  2. Platz (von 12 Mannschaften)
- Europameisterschaft 2002: 5. Platz (von 16 Mannschaften)
- Europameisterschaft 2004: 5. Platz (von 16 Mannschaften)
- Europameisterschaft 2006: 6. Platz (von 16 Mannschaften)
- Europameisterschaft 2008: 13. Platz (von 16 Mannschaften)
- Europameisterschaft 2010: 12. Platz (von 16 Mannschaften)
- Europameisterschaft 2012: 15. Platz (von 16 Mannschaften)
- Europameisterschaft 2014: 11. Platz (von 16 Mannschaften)
- Europameisterschaft 2016: 9. Platz (von 16 Mannschaften)
- Europameisterschaft 2018: nicht qualifiziert
- Europameisterschaft 2020: 22. Platz (von 24 Mannschaften)
- Europameisterschaft 2022: 9. Platz (von 24 Mannschaften)
- Europameisterschaft 2024: suspendiert

## Weitere Turnierteilnahmen
(Auswahl)

### World Cup
Beim World Cup (1971–2010) in Schweden sowie teilweise in Norwegen und Deutschland, erreichte die Auswahl folgende Platzierungen:
- World Cup 1996: 2. Platz (von 8 Mannschaften)
- World Cup 1999: 2. Platz (von 8 Mannschaften)
- World Cup 2002: 4. Platz (von 8 Mannschaften)

### Supercup
Beim Supercup (1979–2015) in Deutschland erreichte die Auswahl folgende Platzierungen:
- Supercup 1995: 1. Platz (von 6 Mannschaften)
- Supercup 1998: 3. Platz (von 8 Mannschaften)
- Supercup 1999: 1. Platz (von 6 Mannschaften)
- Supercup 2001: 2. Platz (von 6 Mannschaften)
- Supercup 2003: 5. Platz (von 6 Mannschaften)
- Supercup 2005: 3. Platz (von 6 Mannschaften)
- Supercup 2007: 4. Platz (von 6 Mannschaften)

### Yellow Cup
Beim Yellow Cup in der Schweiz, bei dem bis 1998 National- und Vereinsmannschaften antraten, erreichte die Auswahl folgende Platzierungen:
- Yellow Cup 1995: 1. Platz (von 6 Mannschaften)
- Yellow Cup 1996: 1. Platz (von 8 Mannschaften)
- Yellow Cup 1997: 2. Platz (von 7 Mannschaften)
- Yellow Cup 1998: 1. Platz (von 4 Mannschaften)
- Yellow Cup Dezember 2013: 2. Platz (von 4 Mannschaften)
- Yellow Cup Dezember 2017: 2. Platz (von 4 Mannschaften)

### Sonstige
- Beim Karpatenpokal (seit 1959) in Rumänien gewann die Auswahl 1993.
- Bei den Goodwill Games (1986–2001) belegte Russland 1994 den zweiten Platz hinter Frankreich.
- Beim Handball-Vierländerturnier in der Schweiz wurde die Mannschaft 1995 Vierte und 1999 Zweite.

## Spieler und Trainer

### Aktueller Kader
| Nr. | Name                                   | Geburtstag         | Position | Verein                         |
| --- | -------------------------------------- | ------------------ | -------- | ------------------------------ |
| 01  | Artjom Jurjewitsch Gruschko            | 20. Juni 1993      | TW       | Medwedi Tschechow              |
| 32  | Andrei Nikolajewitsch Wereschtschagin  | 22. Januar 1997    | TW       | GK Permskije Medwedi           |
| 87  | Wiktor Sergejewitsch Kirejew           | 5. Mai 1987        | TW       | ZSKA Moskau                    |
| 05  | Dmitri Alexandrowitsch Kisseljow       | 15. November 1994  | RR       | ZSKA Moskau                    |
| 17  | Alexander Arkadjewitsch Kotow          | 11. Juli 1994      | RR       | Medwedi Tschechow              |
| 22  | Wjatscheslaw Iwanowitsch Kassatkin     | 2. September 1996  | KR       | HT Tatran Prešov               |
| 23  | Roman Gawrilowitsch Ostaschtschenko    | 26. September 1992 | LA       | Medwedi Tschechow              |
| 24  | Dmitri Alexandrowitsch Kornew          | 16. Juni 1992      | RA       | Medwedi Tschechow              |
| 28  | Sergei Wassiljewitsch Kudinow          | 29. Juni 1991      | RM       | C’ Chartres Métropole handball |
| 30  | Alexander Wladimirowitsch Jermakow     | 14. Januar 1996    | KR       | Medwedi Tschechow              |
| 33  | Daniil Borissowitsch Schischkarjow     | 6. Juli 1988       | RA       | Medwedi Tschechow              |
| 36  | Sergei Igorewitsch Iwanow              | 16. Oktober 2000   | RR       | ZSKA Moskau                    |
| 44  | Igor Jurjewitsch Soroka                | 27. Mai 1991       | LA       | ZSKA Moskau                    |
| 78  | Pawel Alexandrowitsch Andrejew         | 19. Juli 1992      | KR       | Medwedi Tschechow              |
| 89  | Dmitri Walerjewitsch Schitnikow        | 20. November 1989  | RM       | Wisła Płock                    |
| 99  | Sergei Mark Sergejewitsch Kossorotow   | 16. Juni 1999      | RL       | Wisła Płock                    |
| 39  | Ilija Alexandrowitsch Demin            | 10. Juli 2000      | RA       | Dinamo Astrachan               |
| 76  | Radomir Widossawowitsch Wratschewitsch | 19. Mai 1999       | KR       | GK Wiktor Stawropol            |
| 20  | Michail Wiktorowitsch Winogradow       | 4. April 1997      | RL       | Bregenz Handball               |
| 25  | Jewgeni Jurjewitsch Dsjomin            | 30. August 1997    | RL       | Medwedi Tschechow              |
| 03  | Dmitri Iwanowitsch Santalow            | 7. April 1996      | RL       | Brest GK Meschkow              |
| 10  | Walentin Walerjewitsch Worobjew        | 27. Mai 1995       | RM       | ZSKA Moskau                    |
| 98  | Nikita Sergejewitsch Kamenew           | 14. April 1998     | RR       | Medwedi Tschechow              |

### Bisherige Trainer
| Zeitraum   | Nation      | Trainer             |
| ---------- | ----------- | ------------------- |
| 1992–2004  | Russland    | Wladimir Maximow    |
| 2004–2005  | Russland    | Anatoli Dratschow   |
| 2005–2008  | Russland    | Wladimir Maximow    |
| 2008–2010  | Russland    | Nikolai Tschigarjow |
| 2010–2012  | Russland    | Wladimir Maximow    |
| 2012–2015  | Russland    | Oleg Kuleschow      |
| 2015–2017  | Russland    | Dmitri Torgowanow   |
| 2017–2020  | Russland    | Eduard Kokscharow   |
| 2020–2024  | Deutschland | Velimir Petković    |
| 2024—heute | Russland    | Lew Woronin         |

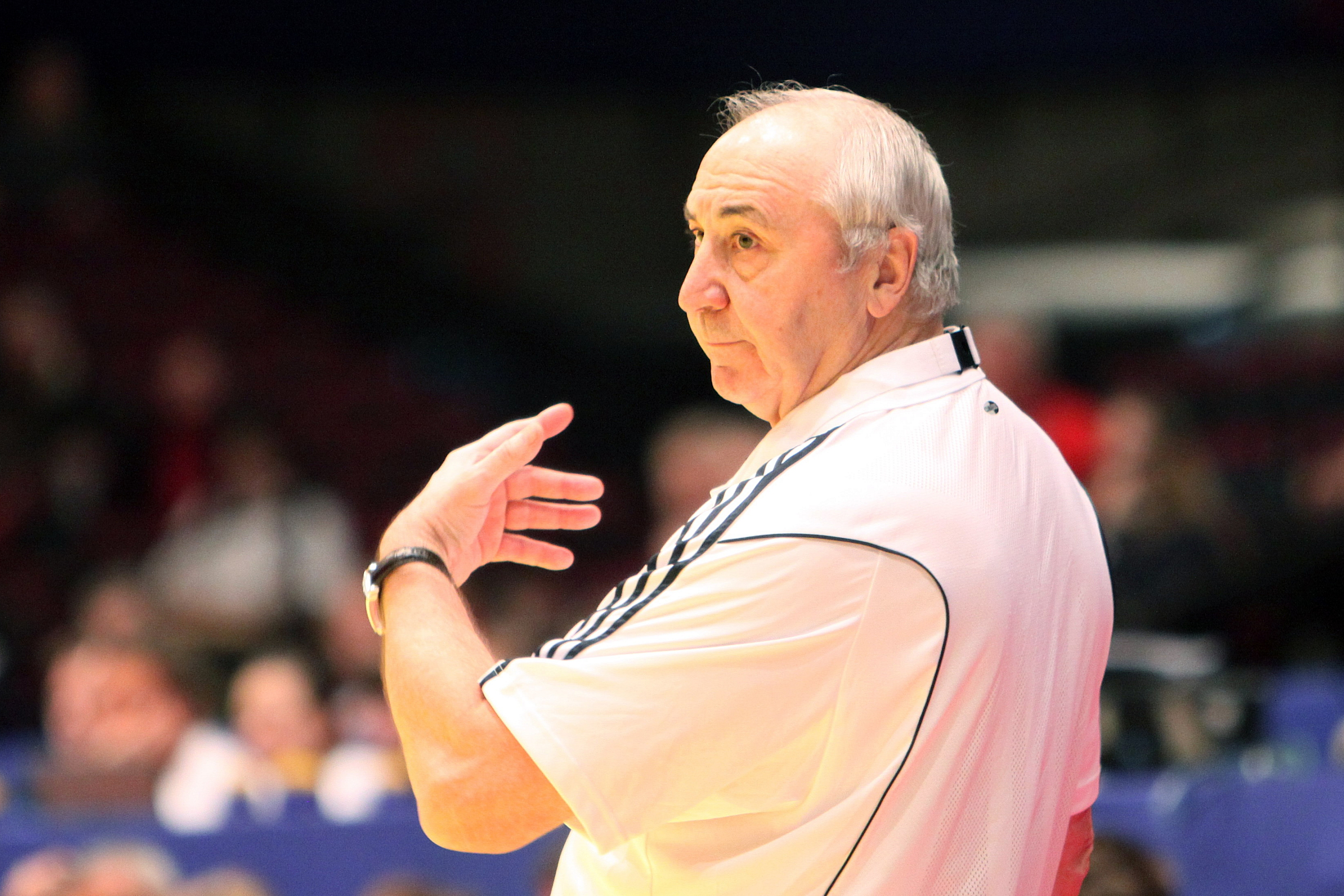
Wladimir Maximow
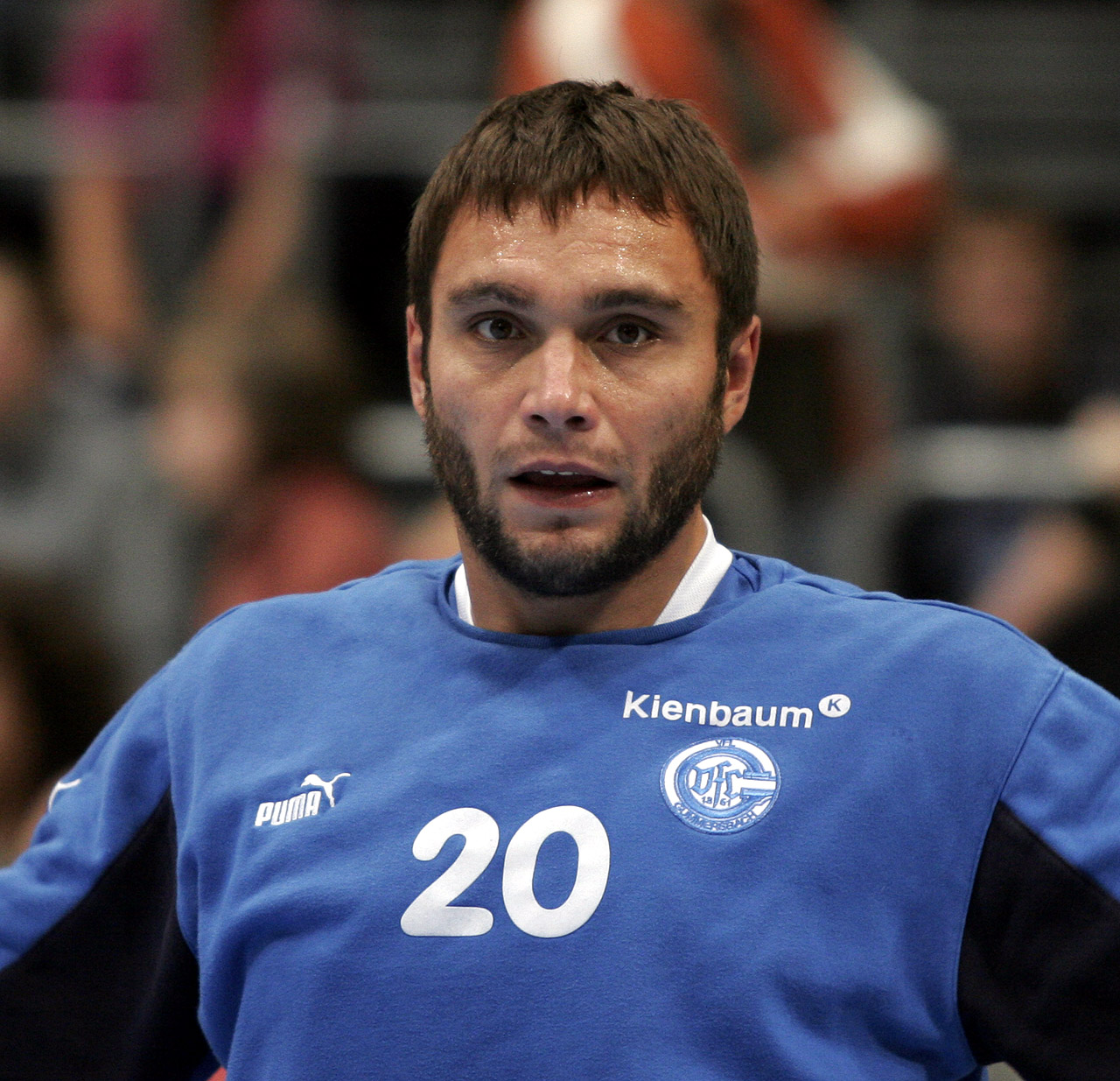
Oleg Kuleschow
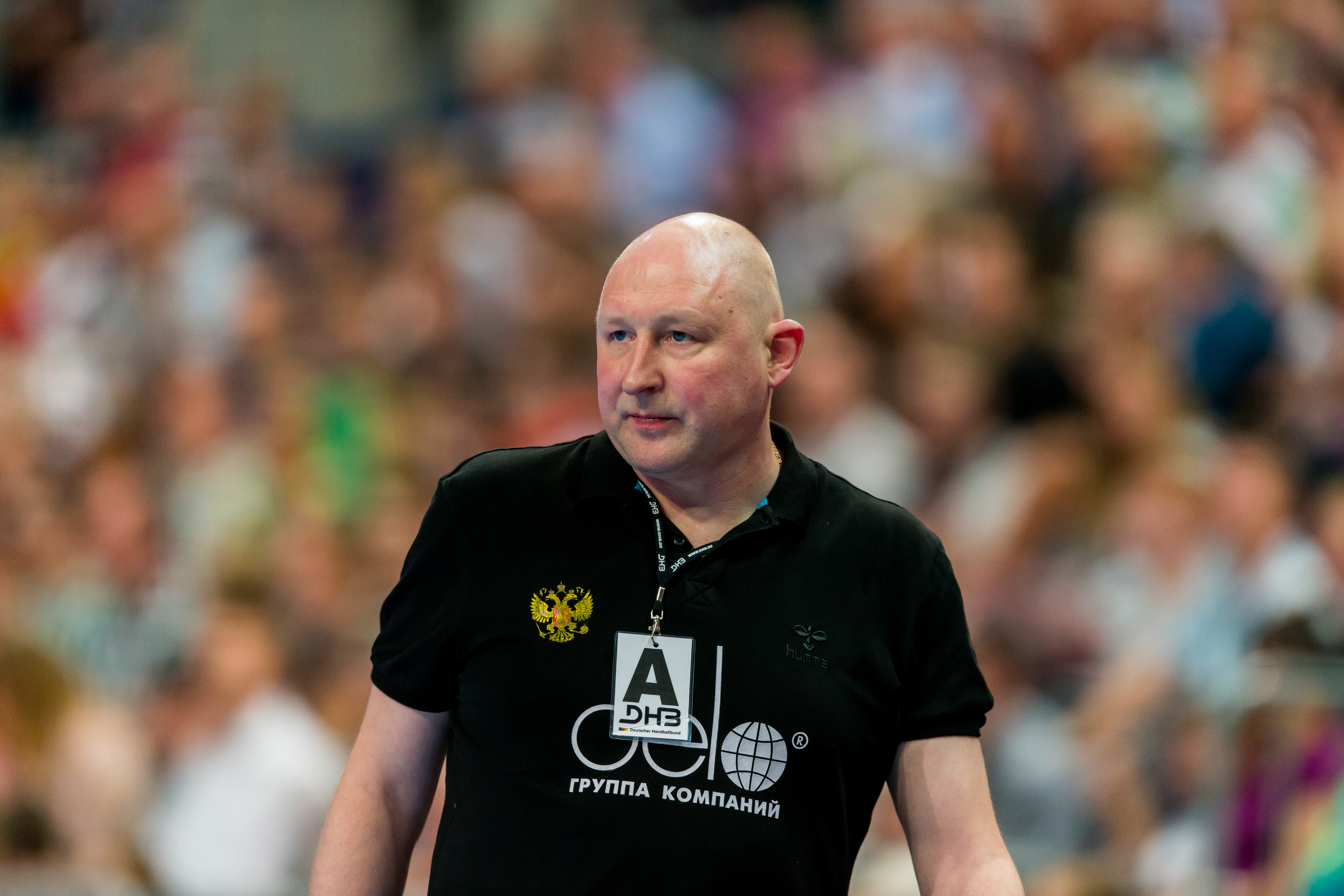
Dmitri Torgowanow
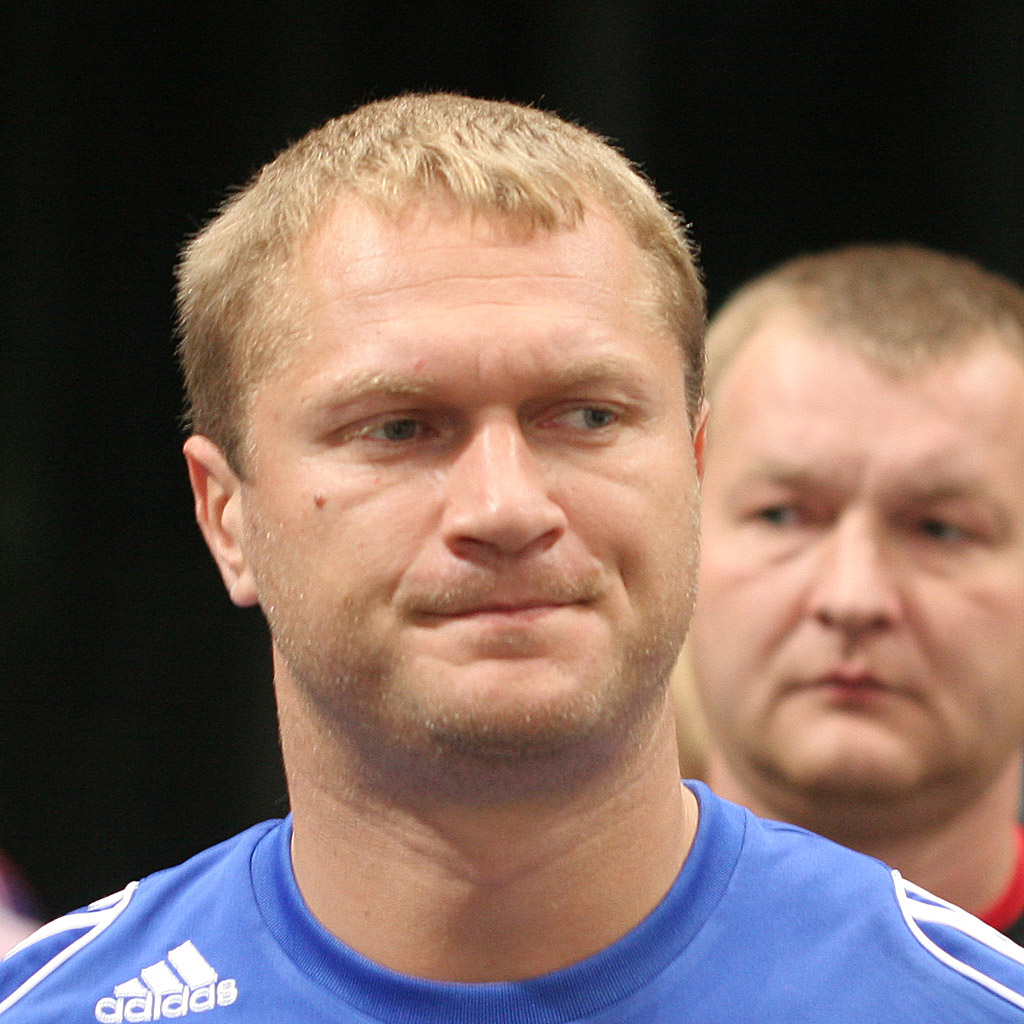
Eduard Kokscharow
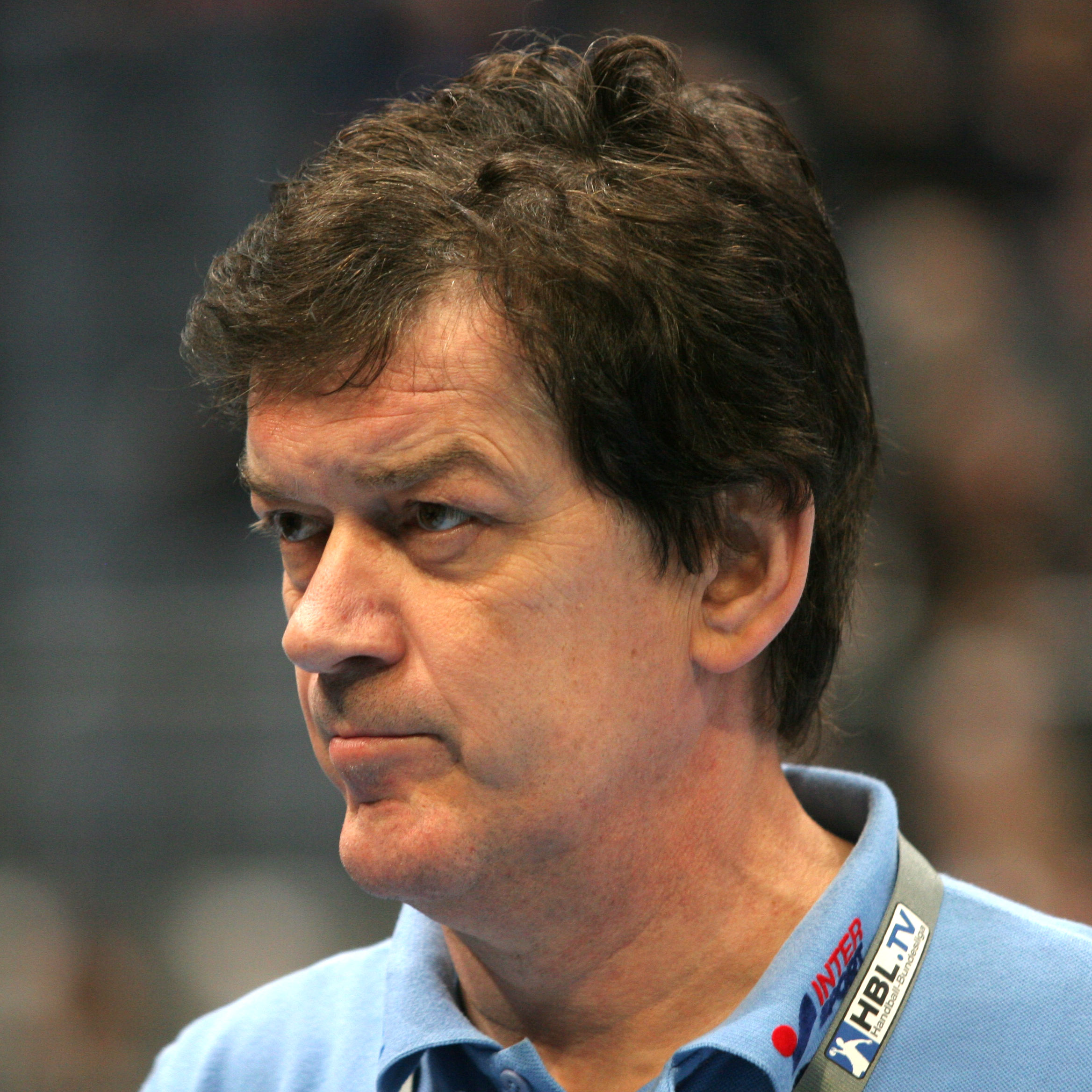
Velimir Petković

### Bekannte ehemalige Spieler
- Wjatscheslaw Atawin
- Pawel Atman
- Wadim Bogdanow
- Oleg Chodkow
- Timur Dibirow
- Talant Dujshebaev
- Dmitri Filippow
- Wassili Filippow
- Waleri Gopin
- Sergej Gorbok
- Oleg Grams
- Oleg Grebnew
- Konstantin Igropulo
- Jegor Jewdokimow
- Alexei Kamanin
- Oleg Kisseljow
- Eduard Kokscharow
- Alexei Kostygow
- Denis Kriwoschlykow
- Wassili Kudinow
- Oleg Kuleschow
- Stanislaw Kulintschenko
- Dmitri Kuselew
- Andrei Lawrow
- Igor Lawrow
- Igor Ljowschin
- Juri Nesterow
- Sergei Pogorelow
- Alexei Rastworzew
- Daniil Schischkarjow
- Pawel Sukosjan
- Andrei Tjumenzew
- Dmitri Torgowanow
- Michail Tschipurin
- Igor Tschumak
- Alexander Tutschkin
- Igor Wassiljew
- Lew Woronin